# Nesopalla borinquensis
Nesopalla borinquensis is een keversoort uit de familie Hybosoridae. De wetenschappelijke naam van de soort is voor het eerst geldig gepubliceerd in 1982 door Paulian & Howden.